# Церква Різдва Пресвятої Богородиці (Самбір)
Церква Різдва Пресвятої Богородиці — греко-католицька церква у місті Самбір Львівської області, пам'ятка архітектури місцевого значення (охоронний № 798-М). Місце перебування двох реліквій — Самбірської чудотворної ікони Пресвятої Богородиці та часточки мощей святого Валентина, легендарного покровителя закоханих.

## Історія
Дозвіл на будівництво церкви в середмісті Самбора мешканці міста отримали 20 січня 1554 року. Того ж року (за іншими даними — у 1558 році) було зведено дерев'яну церкву. Сучасний мурований храм збудували 1738 року, поруч із старою дерев'яною церквою, коштом українського шляхтича, дідича села Радловичів Іллі Комарницького та його дружини Олени.
У 1841 році церкву відновили і пофарбували, у 1855 році добудували дугоподібне захристя, де помістили портрети ктиторів церкви. Через десять років, у 1865 році пройшла чергова перебудова церкви: приміщення храму розширили, добудувавши вівтар, та встановили іконостас роботи майстра Михайла Федорчака із Пряшева. Принаймні деякі ікони належать пензлеві маляра Яблонського. У 1886 році маляр Сисінський обновив ікони та престоли, а у 1893 році були проведені чергові роботи з відновлення екстер'єру храму. У 1894—1895 роках майстер Корнило Устиянович розписав стіни зсередини.
У першій третині XX століття в церкві ще неодноразово проводили ремонт. Так, у 1900 році добудовано присінок, який пізніше замінили на ґанок для відправ під час відпустів, а також оздоблено захристію. У 1908 році було розібрано плебанію, з матеріалу якої надбудували дзвіницю церкви, у 1912 році — добудовано бічні нави.
У 1935 році маляр Володимир Запорізький оновив внутрішні розписи церкви і доповнив їх. Того ж року, під час ремонтно-реставраційних робіт було знайдене підземелля під головним вівтарем, де виявилося поховання ктиторів церкви — подружжя Комарницьких та їх доньки.
Деякі реставраційні роботи проводилися і за часів СРСР, зокрема, у 1960-х і 1980-х роках.

## Конфесіональна приналежність
Після Другої світової війни церкву Різдва Богородиці передали Російській православній церкві. У 1992 році храм перейшов до Української греко-католицької церкви.

## Парохи церкви
- близько 1900 року — о. Щавинський[2]
- 1979—1989 роки — о. Іоан (Швець)
- з 1992 року — о. Богдан Добрянський[4]

## Опис
Церква Різдва Пресвятої Богородиці зведена у стилі бароко. Будівля однобанна, має форму хреста.

## Реліквії
Найголовніша ікона церкви Різдва Богородиці — чудотворна ікона Самбірської Божої Матері, написана, за легендою, самим євангелістом Лукою.
Ще однією популярною реліквією церкви є мощі святого Валентина — легендарного покровителя закоханих. Мощі — фрагмент черепа та декілька кісток — були перевезені до Самбора у 1759 році, доказом їх автентичності слугує документ від Папи Римського, що зберігається в Римі. Мощі зберігаються у невеликому скляному саркофазі, у День закоханих їх обносять навколо церкви і виставляють для поклоніння.

## Поховання
- Атанасій Шептицький (пом. 1779) — єпископ Перемишльсько-Самбірський
- Ілля та Олена Комарницькі, та їх донька Софія[1] — українські магнати, ктитори церкви

## Меморіальні дошки
На будівлі церкви встановлено дві меморіальні дошки:
- Маркіяну Шашкевичу;
- на честь 400-річчя Берестейського з'єднання.

## Галерея

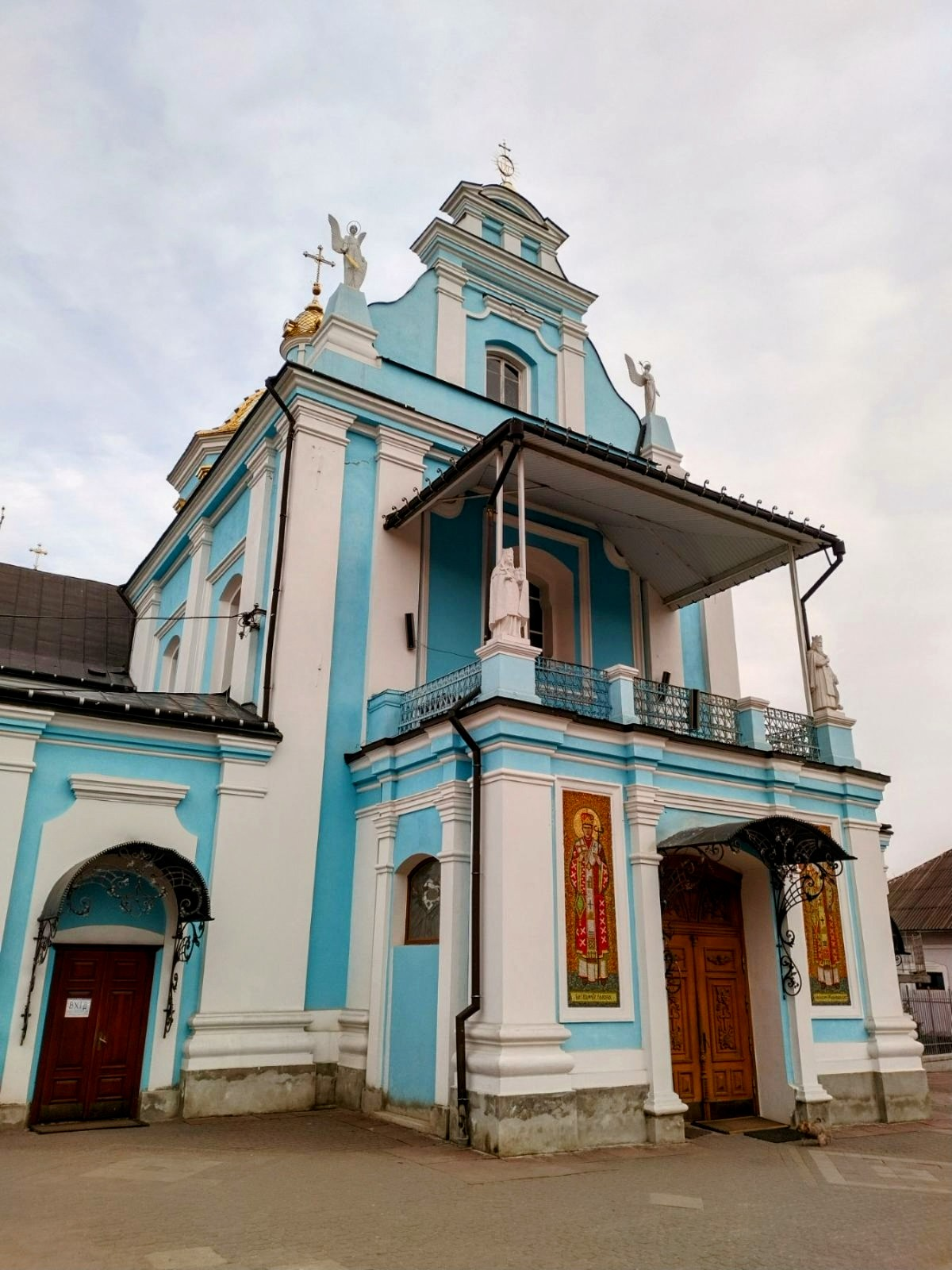
Кутовий вигляд
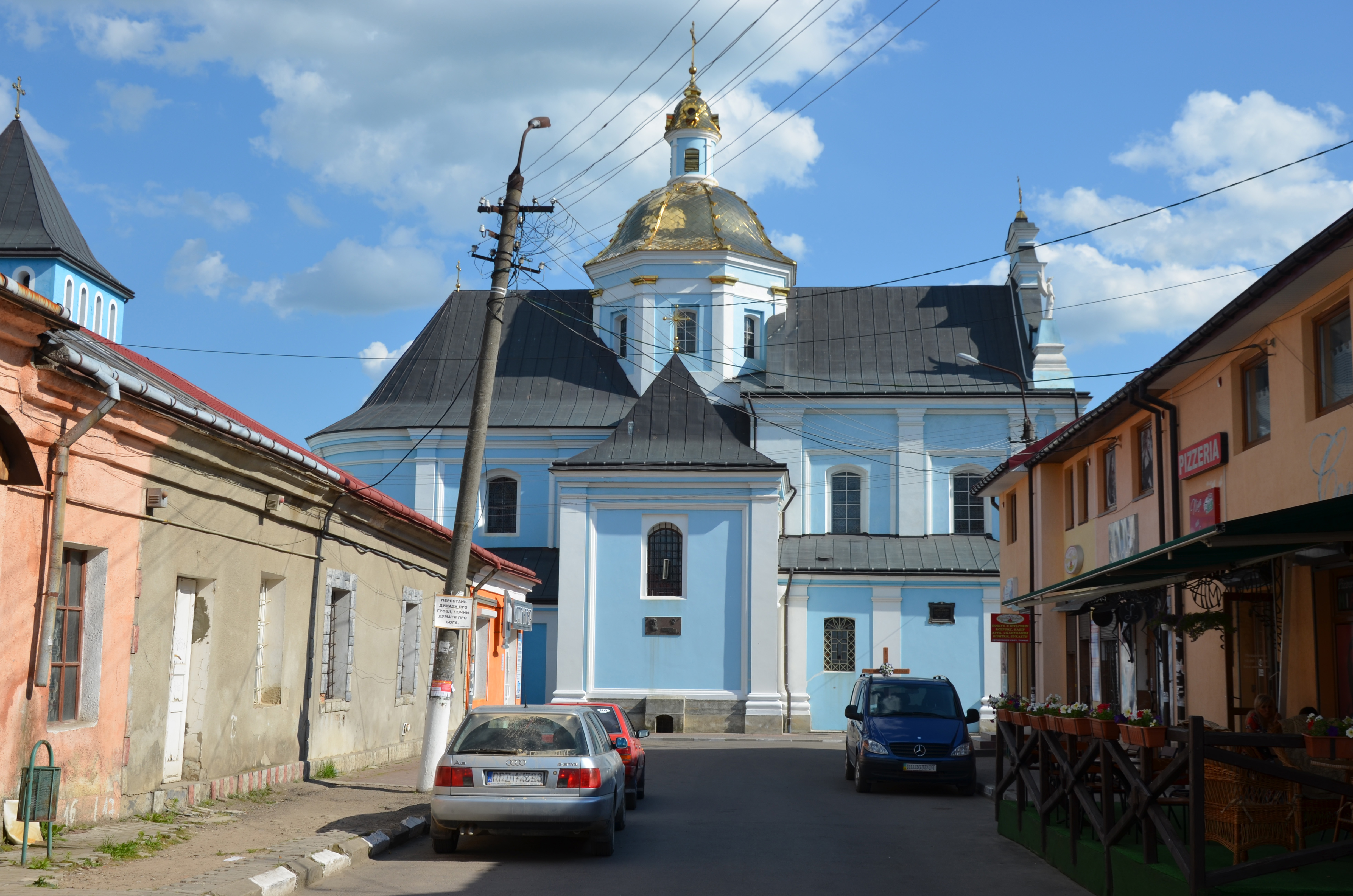
Вигляд з вул. Андрея Шептицького
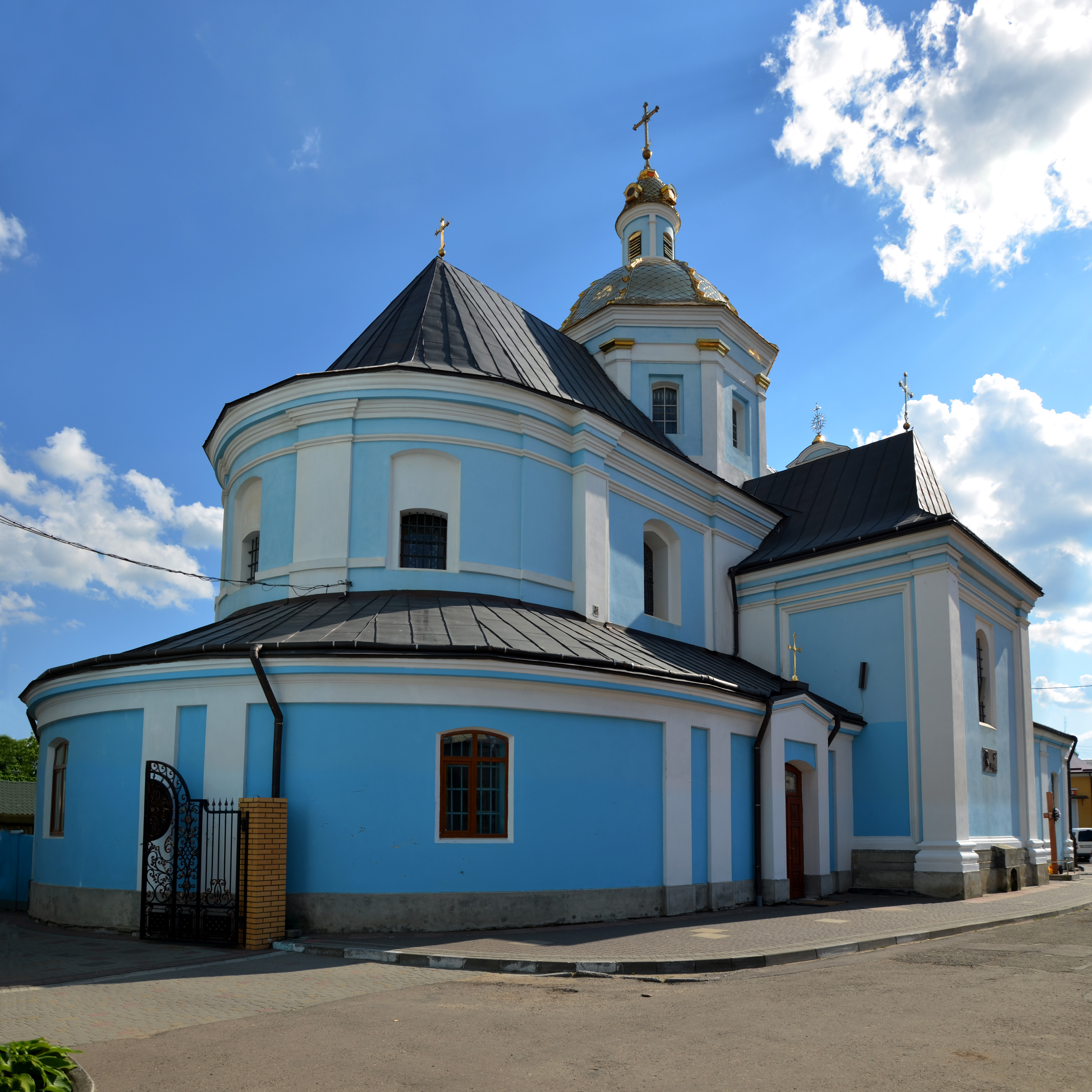
Зворотня сторона
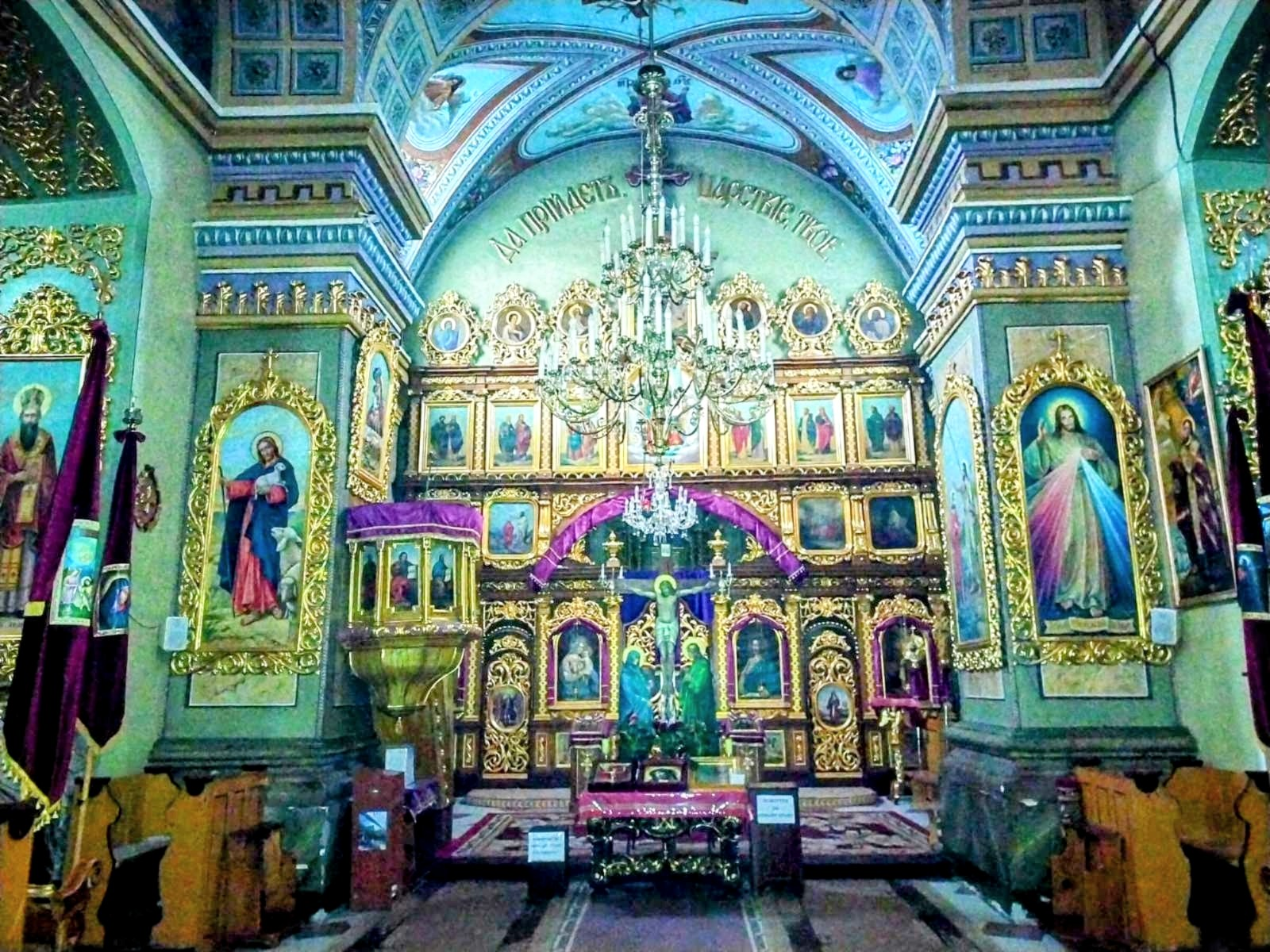
Головний вівтар і іконостас